# Кейт Волш
Кетлін Ерін (Кейт) Волш (англ. Kathleen Erin 'Kate' Walsh; нар. 13 жовтня 1967, Сан-Хосе, штат Каліфорнія, США) — американська акторка, найбільш відома завдяки ролі Еддісон Монтґомері у телесеріалах Шонди Раймс «Анатомія Ґрей» та «Приватна практика».

## Життєпис
Народилася 13 жовтня 1967 року в Сан-Хосе, штат Каліфорнія.
Зростала в Тусоні, де згодом відвідувала Університет Аризони і захопилася місцевим театром. Пізніше вона переїхала до Чикаго, де почала співпрацювати з театральною майстернею «Piven», а згодом — з «Чиказькою реперторією Шекспіра». Вона виступала на Національному громадському радіо у постановці радіо-п'єси «Народжений винним». Пізніше переїхала до Нью-Йорку та приєдналася до комедійної трупи «Запиши Манхеттен», виступаючи в ряді п'єс Off-Broadway.

## Фільмографія
| Рік       |    | Українська назва               | Оригінальна назва                                   | Роль                   |
| --------- | -- | ------------------------------ | --------------------------------------------------- | ---------------------- |
| 1997      | кф | Отримай цей номер              | Get That Number                                     | Дівчина з музею        |
| 1997      | с  | Закон і порядок                | Law & Order                                         | Лейтенант Кірстін Блер |
| 2000      | ф  | Сім'янин                       | The Family Man                                      | Дженні                 |
| 2003      | с  | Карен Сіско                    | Karen Sisco                                         | сержант Марлі Новак'   |
| 2004      | с  | CSI: Місце злочину             | CSI: Crime Scene Investigation                      | Мімоза                 |
| 2004      | ф  | Після Заходу Сонця             | After the Sunset                                    | Шелія                  |
| 2007—2013 | с  | Приватна практика              | Private Practice                                    | Еддісон Монтґомері     |
| 2009      | мс | Король гори                    | King of the Hill                                    | Кет Севідж (голос)     |
| 2010      | ф  | Легіон                         | Legion                                              | Сандра Андерсон        |
| 2012      | ф  | Переваги скромників            | The Perks of Being a Wallflower                     | місіс Кельмекіс        |
| 2013      | ф  | Дуже страшне кіно 5            | Scary Movie 5                                       | Мел                    |
| 2014      | ф  | Вотерґейт: Падіння Білого дому | Mark Felt: The Man Who Brought Down the White House | Пат Міллер             |
| 2014      | с  | Фарґо                          | Fargo                                               | Джина                  |
| 2017      | ф  | Ульотні дівчата                | Girls Trip                                          | Елізабет Давеллі       |
| 2018      | с  | Корпорація                     | Corporate                                           | Алісса Армстронг       |
| 2018      | ф  |                                | Ideal Home                                          | Кейт                   |
| 2018      | с  |                                | America 2.0 (мінісеріал)                            | Вів'єн Льюїс           |
| 2019      | с  |                                | Fam                                                 | Джолін                 |
| 2018—2019 | мс | Американський тато!            | American Dad!                                       | різні голоси           |
| 2019      | ф  | Майже кохання (Продаж)         | Sell By                                             | Елізабет               |
| 2017—2019 | с  | Тринадцять причин чому         | 13 Reasons Why                                      | місіс Бейкер           |
| 2019      | ф  |                                | 3022                                                | Джекі Міллер           |
| 2019—2020 | с  | Академія Амбрелла              | The Umbrella Academy                                | куратор                |
| 2020      | ф  | Чесний злодій                  | Honest Thief                                        | Енні Вілкінс           |
| 2021      | ф  |                                | Sometime Other Than Now                             | Кейт                   |
| 2005—2021 | с  | Анатомія Ґрей                  | Grey's Anatomy                                      | Еддісон Монтґомері     |
| 2020—2021 | с  | Емілі в Парижі                 | Emily in Paris                                      | Медлін                 |

## Нагороди та номінації
| Рік  | Нагорода                                         | Категорія                                       | Робота              | Результат |
| ---- | ------------------------------------------------ | ----------------------------------------------- | ------------------- | --------- |
| 2019 | Премія Вестфілдського міжнародного кінофестиваля | Найкраща акторка (кінофільм)                    | Майже кохання       | Перемога  |
| 2012 | Нагорода Awards Circuit Community                | Найкращий акторський склад                      | Переваги скромників | Номінація |
| 2012 | Премія спілки кінокритиків Сан‑Дієго (SDFCS)     | Найкращий акторський склад                      | Переваги скромників | Перемога  |
| 2011 | «Вибір народу» (США)                             | Найкраща акторка (телевізійна драма)            |                     | Номінація |
| 2008 | «Актор» (премія Гільдія кіноакторів)             | Найкращий акторський склад (драматичний серіал) | Анатомія Грей       | Номінація |
| 2007 | «Золотий Дербі» (телевізійна нагорода)           | Акторський склад року                           | Анатомія Грей       | Номінація |
| 2007 | «Актор» (премія Гільдія кіноакторів)             | Найкращий акторський склад (драматичний серіал) | Анатомія Грей       | Перемога  |
| 2006 | «Золотий Дербі» (телевізійна нагорода)           | Акторський склад року                           | Анатомія Грей       | Номінація |
| 2006 | «Супутник» (премія Міжнародної академії преси)   | Найкращий акторський склад (телебачення)        | Анатомія Грей       | Перемога  |
| 2006 | «Актор» (премія Гільдія кіноакторів)             | Найкращий акторський склад (драматичний серіал) | Анатомія Грей       | Номінація |